# Mestna hiša, Memmingen
Mestna hiša v Memmingenu na Zgornjem Švabskem je večnadstropna renesančna stavba iz 16. stoletja. Postavlja močan urbani poudarek in zapira trg Marktplatz na severovzhodu. Je ena najbolj znanih stavb v Memmingenu.

## Lega
Mestna hiša je na zadnji strani trga, uokvirjena Davčno hišo na zahodu in dvema majhnima hišama ter Velikim cehom na vzhodu. Neposredno za njo je najstarejši del mestnih utrdb. V Schlossergasse, ki meji na mestno hišo na vzhodu, sta Welfenhaus zgrajena v 70. letih 20. stoletja in Čarovniški stolp (Hexenturm, deli so iz 12. stoletja). Welfenhaus je s prehodom povezana z mestno hišo. Pred mestno hišo je neobaročni vodnjak (prezidan 1994).

## Gradnja
Okoli leta 800 naj bi na trgu, kjer stoji mestna hiša, ubili svetnika po imenu Martin. Svetniška dvorana je bila omenjena že v 14. stoletju. Leta 1488 so stari svetniški sedež povečali in nato večkrat razširili (npr. 1522). Mestna hiša je bila takrat lesena stavba z odprtimi arkadami. Današnja veličastna stavba je bila verjetno načrtovana leta 1565, saj sta bili v tem letu odlomljeni dve rebri Davčne hiše. Toda šele leta 1589 je bil uresničen načrt občinskega mojstra Johanna Jakoba Ehingerja. Gradnja je stala takrat nepredstavljivo vsoto 30.000 goldinarjev (mestni proračun je bil okoli 90.000 goldinarjev). Že takrat je imela mestna hiša sedanjo podobo z visokim zatrepom, ki sta ga obkrožala dva manjša vogalna pomola (erker). V 18. stoletju, ko so plemiči kupovali podeželske gradove, mestna republika ni želela zaostajati in je tudi postavila  veličastno stavbo kot znamenitost Memmingena. Mestno hišo so preoblikovali v slogu rokokoja po načrtih Johanna Georga Knolla in Jakoba Mittereggerja. 1764-1765 je zatrep dobil svoj ukrivljen profil, okna so bila uokvirjena s štukaturnim okrasjem. Portalna triada je dobila izrezljana vratna krila. Od takrat so strešna okna stranskih vhodov opremljena z grbom mesta in tajnega sveta. Velika osrednja vrata so omogočala celo vstop tovornih vozil v dvoladijsko obokano dvorano. Stara svetniška dvorana je bila v kleti mestne hiše. Tako globoko je, da je tam vedno hladno 4 °C. 12. maja 1918 je bila v mestni hiši kot steklena podoba javnosti predstavljen tako imenovan železni vojak (Kriegswahrzeichen). Prikazuje zmagovito vojaško enoto, ki vstopa v mesto. Garnizon je bil leta 1914 premeščen iz Neu-Ulma v Memmingen. V upanju na zmagovito vrnitev vojakov iz prve svetovne vojne so Memmingenčani darovali denar za vojne vdove in sirote. Za ta namen so zbirali denar z zabijanjem žebljev: na stopnišču mestne hiše so namestili stekleno okno z motivom vojaka, okoli katerega je bilo mogoče za donacijo »pribiti« mestni grb. Fasada mestne hiše je bila obnovljena leta 1908 in nazadnje leta 2007 za okoli 100.000 evrov.

## Opis
Sprednji del mestne hiše ima tri vhode, velika vrata, ki jih obdaja dvoje manjših vhodnih vrat. Kočije so lahko zapeljale skozi vrata neposredno v veliko dvorano mestne hiše. Nad njo je letnica izgradnje 1589, nad stolpoma sta pozlačena grba Tajnega sveta in cesarskega mesta. Spodnji del hiše je temno sivo pobarvan in ima vdolbine v obliki žlebov.
Nad vrati je kvadratni erker z mehansko uro. Nad uro se erker spremeni v okrogel stolp. Druga dva okrogla stolpa na levi in desni sta povezana z ukrivljenimi zidovi. Vogalna stolpa imata laške kape, prevlečene z bakrom, z mestnim grbom kot vetrnico. Številna okna so okrašena s štukaturami. Osnovna barva zgornjega dela hiše je svetlo siva s temno sivimi okenskimi okvirji.
Zadnji del mestne hiše ima številna okrogla obokana okna, ki v nasprotju s sprednjimi niso ometana. Različna nadstropja hiše so posejana z letvicami. Polkna zgornjih oken so nekoliko temnejše od temno sive barve fasade.

### Pritličje
V pritličju se skozi srednja ali desna vrata vstopi v veliko dvorano, ki je opremljena s šilasto obokanim stropom in se uporablja kot sejna soba. Leta 1825 je bila severna polovica pregrajena za občinski arhiv, danes pa je postavljena steklena stena. Dvorana ima tri stebre in rebra iz rdeče gline. Zahodna vrata vodijo v tako imenovani Stüble, manjšo večnamensko sobo, v kateri poteka na primer registracija peticij državljanov.

### Prvo nadstropje
Prvo nadstropje je dostopno po velikem reprezentativnem stopnišču iz pritličja. Tu so upravni prostori ter pisarna župana in njegovega namestnika. Na stenah visijo oljne slike nekdanjih županov. Posamezna vrata so bogato izrezljana in imajo dovršene intarzije. V levem vogalnem stolpu je pisarna župana z opaženimi lesenimi zidovi.

### Drugo nadstropje
V drugem nadstropju so tudi upravne pisarne. V njem je tudi sejna soba mestnega sveta. Vrata so okrašena z intarzijami in rezbarijami.

## Pomembni dogodki v mestni hiši in okolici
Julija 1524 so memmingenski državljani demonstrirali pred mestno hišo za uvedbo reformacije. Ta je bila obredno uvedena na Miklavžev večer istega leta z novim obhajilom v svetem Martinu. 21. aprila 1525 so bili oboroženi meščani poklicani pred mestno hišo, ker se je domnevalo, da bodo čete Švabske lige zaradi Dvanajstih členov in sestave ustanovne kmečke skupščine vkorakali na mesto.
Leta 1534 je memmingenski meščan pred mestno hišo sporočil, da je sina poslal v žensko zavetišče, da bi se lahko česa naučil. To se vidi predvsem v povezavi z dejstvom, da so se mestni pridigarji tistega leta zgražali proti zavetišču za ženske, a so meščani Memmingena pogosto prostestirali, da bi zaščitili prostitutke v zavetišču za ženske.
Cesarska komisarja opat Gerwick in Heinrich Hase sta 8. oktobra 1551 sklicala mestni svet, meščane na trg mestne hiše, da bi prebrali cesarski Creditiv in jih prepričali, da ga uresničijo. Šlo je za racionalizacijo občinske uprave in prevlado patricijev v tako imenovanem Hasenratu (zbor v južnonemških cesarskih mestih v 16. stoletju).